# Sionism

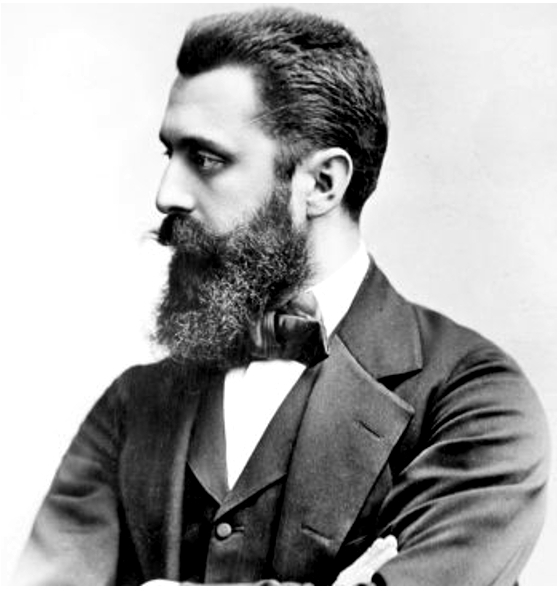
Theodore Herzl anses vara grundaren av den moderna sionistiska rörelsen. I sin bok Judestaten från 1896 förutsåg han grundandet av en framtida självständig judisk stat under 1900-talet.

Sionism, eller zionism, (hebreiska: צִיּוֹנוּת/Tsiyyonut [t͡sijo̞ˈnut]) är en politisk rörelse som strävar efter att åstadkomma judarnas återvändande till Israels land (Eretz Yisrael, ungefär motsvarande Kanaan, Heliga landet eller regionen Palestina). Namnet kommer av bergfästet Sion utanför Jerusalem som under diasporan fick symbolisera judarnas längtan tillbaka.
Sionismen bygger på historiska band och religiösa traditioner som förbinder det judiska folket med Israels land. Sionismen är ingen enhetlig ideologi, utan kan delas upp i flera underideologier, exempelvis allmän sionism, religiös sionism, socialistisk sionism, revisionistisk sionism och grön sionism.
Efter att världens judar hade levt åtskilda i över två årtusenden i olika länder utan en egen nationalstat, grundades den sionistiska rörelsen av sekulära judar i slutet av 1800-talet, i huvudsak som ett svar på den stigande antisemitismen i Europa, exemplifierad av Dreyfusaffären i Frankrike och pogromer mot judar i Kejsardömet Ryssland. Den politiska rörelsen grundades formellt av den österrikisk-ungerska journalisten Theodor Herzl år 1897 efter publiceringen av hans bok Judestaten. På den tiden uppmuntrade rörelsen judisk migration (alija) till Palestina som var en region i Osmanska riket.

## Historia

### Förhistoria
Efter religiösa uppror mot Rom 70 och 135 e.Kr förstördes Jerusalem och templet och Israeliterna förbjöds att bedriva judisk religion i den romerska provinsen Judeea. Romarna bytte namn på området till Syrien Palestina som ett hån till judarna. De flesta Israeliterna bytte religion till kristendom inom 200 år efter Kristi födelse. Redan vid Kr.f. bodde huvuddelen av judiska religionsutövare (judar) utanför det heliga landet, i Mellanöstern och medelhavsområdet. Mindre grupper flyttade till Europa. De kallas för den "judiska diasporan" och judiska minoriteter uppstod i hela den kända världen. Snart infördes frasen "Nästa år i Jerusalem" i den judiska liturgin och frasen har avslutat påskens högtidsmåltid Seder, samt Jom kippurs avslutande böner sedan medeltiden.
Judar som blev kvar i det heliga landet drabbades hårt under korstågstiden men 1500-talet blev inledningen till en ny blomstringstid. Den osmanske sultanen Selim I kunde erövra det heliga landet från mamlukerna 1517 och därefter uppstod större och mindre judiska bosättningar. Safed i Galileen blev ett centrum för kabbalistisk judendom under 1400- och 1500-talen.
Många av de judar som utvisades ur Spanien flyttade till Turkiet där Smyrna, Saloniki och Konstantinopel fick en stor judisk befolkning. En av dessa, Josef Nasi, blev rådgivare till sultanen Selim II och försökte på 1560-talet få igång en judisk kolonisering av större omfattning, bland annat genom att återuppbygga staden Tiberias. Försöket misslyckades dock. Under 1600- och 1700-talen förekom sporadisk judisk invandring, främst av religiösa judar.
Under 1800-talet förändrades invandringen till det heliga landet. Leo Pinsker, läkare i Odessa, publicerade 1882 Autoemancipation där han hävdade att judarna behövde bli ett självständigt folk i en egen stat. Samma år flyttade 25 studenter från universitetet i Charkiv till det heliga landet där de grundande en jordbrukskoloni, Rishon LeZion. 1878 hade den första jordbrukskolonin, Petah Tikva, bildats. Pionjärerna hade stora svårigheter i början men fick ekonomiskt stöd av den rike baron Edmond Rothschild i Paris. Denna period brukar kallas den första aliyan då ryska och jemenitiska judar kom till det heliga landet och grundade flera av dagens israeliska städer.

## Sionism
Under 1800-talet uppstod  en ny form av antisemitism i Mellaneuropa som byggde på pseudovetenskapliga rasteorier där judarna tillskrevs de sämsta rasegenskaperna, i motsättning till arierna, vilket ökade förtrycket mot judarna. Samtidigt fanns det en djup rotad antisemitism i östra Europa som ledde till förtryck och pogromer mot judar i bland annat Polen och Ryssland. Situationen för judarna i Ryssland försämrades ännu mer efter mordet på tsar Alexander II 1881 som ledde till våldsamma pogromer 1903–1905 som gjorde att många judar där utvandrade till Palestinaområdet. Samtidigt växte den moderna europeiska nationalismen fram med krav på att olika folkgrupper skulle få sina egna stater. Under den andra aliyan som varade fram till första världskriget kom många judar från Ryssland för att omsätta sina socialistiska ideal i praktiken. 1909 grundades den första kibbutzen, Degania, och samma år staden Tel Aviv.
Dreyfusaffären i Frankrike visade att det i Frankrike fanns en ingrodd antisemitism inom armén. En av de journalister som bevakade rättegången mot Alfred Dreyfus var Theodor Herzl. På några få dagar skrev han Judestaten som publicerades 1896 och där han hävdar att det är nödvändigt att skapa en judisk stat. I boken argumenterar han för att den växande antisemitismen inte kan lösas i Europa utan att en judisk stat bör skapas. I bokens sista sida finns ett berömt citat som uttrycker en central tanke i sionismen och tidens nationalism ”Världen kommer att befrias genom vår befrielse”. Innebörden är att varje fängslat folk tynger världen, att kampen mot förtryck är en kamp för att bli fria (den tanken är genomgående i många sociala rörelser, Martin Luther Kings tal genomsyras ständigt av den tanken). 
1897 sammankallade Theodor Herzl första sionistiska världskongressen där The World Zionist Organization (WZO) upprättades. Kongressen uttalade i "Baseldokumentet" sionismens mål, att skapa "ett hem för det judiska folket i Eretz Israel, säkrat av allmän lagstiftning."

### Politisk sionism
Theodor Herzls roman Altneuland (The Old New Land) från 1902 tecknar den sionistiska visionen av en judisk stat i Palestinaområdet, en modern välfärdsstat av socialdemokratiskt snitt. Herzl kallade sin modell "Mutualism", som inbegriper en blandekonomi med offentligt ägande av mark och naturresurser, jordbrukskooperativ och kooperativa företag, statlig välfärd med kollektiv barnomsorg och skolutbildning, tvåårig obligatorisk samhällstjänst för alla medborgare, men som samtidigt uppmuntrar privat företagsamhet.

I det sionistiska Altneuland har araber och alla andra etniska grupper samma rättigheter som judarna. En av det nya samhällets ledare är en arabisk ingenjör vid namn Reschid. I romanen låter Herzl honom svara för de muslimska araberna:
"Jag ville fråga dig, min käre Bey, hur tidigare invånare klarar sig - De som inte hade något, de många muslimska araberna. "
"Din fråga besvarar sig själv, Mr Kingscourt", svarade Reschid. "De som ingenting hade, hade inget att förlora. De kunde bara vinna och de vann möjligheter att arbeta, försörja sig och skapa välstånd. Ingenting kunde ha varit mer usel än en arabisk by i slutet av artonhundratalet. Husen var av lera, ruckel olämpliga som stall. barnen sprang naken och försummade på gatorna, och växte upp som dumma djur. Nu är allt annorlunda. de gynnades av de progressiva åtgärderna i det nya samhället, vare sig de ville eller inte. När träsken tömdes, kanalerna byggdes och eukalyptusträd planterades för att dränera, och "bota" den sanka marken, då var de infödda (som naturligtvis var väl acklimatiserade) de första att få anställning, och de fick bra betalt för sitt arbete! [.....]
"Ni är lustiga människor, ni muslimer. Betraktar ni inte dessa judar som inkräktare?"
"Du talar konstigt, du kristne," svarade den vänliga Reschid. "Skulle du kalla en man ett rånare som tar ingenting från dig, men som ger dig något i stället? Judarna har berikat oss. Varför ska vi vara arga på dem? De bor bland oss som bröder. Varför skulle vi inte älska dem? Jag har aldrig haft en bättre vän bland mina trosfränder än vad jag har i David Littwak här. Han kan komma till mig, dag som natt, och be om vad han vill. Jag skall ge honom. och jag vet att jag också kan räkna med honom som på en bror. Han ber i ett annat hus till Gud som är över oss alla. Men våra kyrkor står sida vid sida, och jag tror alltid att våra böner, när de stiger, blandas någonstans ovanför, och sedan fortsätter på väg tillsammans tills de framträda inför vår Fader. "
Efter Herzls död 1904 fanns det två huvudriktningar inom sionismen, dels den politiska revisionistiska sionismen som med diplomatiska medel ville skapa förutsättningar för en självständig judisk stat, dels den praktiska arbetarsionismen som ville fortsätta det pågående arbetet med att skapa judiska kolonier i Palestina.

### Arbetarsionism
Arbetarsionismen förespråkade att judar bosatte sig individuellt i Palestina, den motsatte sig en judisk statsbildning. Dessa arbetarsionister kom dit i den andra och tredje aliyan (1904–1923) och grundade de första kollektivjordbruken, kibbutzerna. De filosofiska grundtankarna bakom hade formulerats av Moses Hess som växte upp i en ortodox judisk familj i Bonn men under ungdomen blev kommunist och var en av beundrarna kring Karl Marx och Friedrich Engels. I sin skrift Rom und Jerusalem 1862 förespråkade han att judarna skulle emigrera till Palestina och där bygga ett socialistiskt samhälle byggt på jordbruk vilket i sin tur skulle skapa en ny judisk människa. En annan inspirationskälla var A. D. Gordon som hade en närmast religiös dyrkan av jorden och fysiskt arbete. Arbetet med jorden skapade en besittningsrätt, en moralisk rätt till landet. Missbruk och otillräckligt arbete med jorden gjorde att besittningsrätten förlorades menade Gordon, en åsikt som kom att användas mot Palestinas araber med deras påstått lågavkastande medeltida jordbruk. Arbetarsionismen inspirerades mycket av Herzls Altneuland.

### Revisionistisk sionism

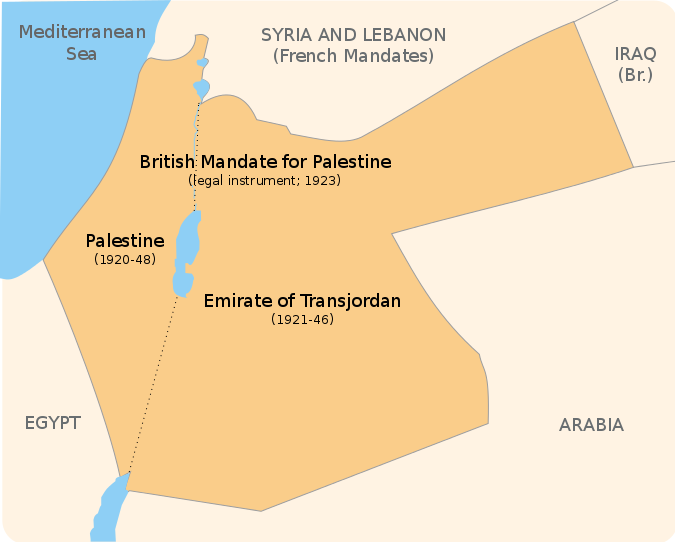
Den brittiska Palestinamandatet förbjöd judar att bosätta sig i Transjordanien. Revisionisterna ansåg detta vara olagligt och ville att hela brittiska mandatets territorium, inte bara dess västra del, skulle ingå i en framtida judisk stat.

Revisionistisk sionism myntades av  Zeev Jabotinsky som ansåg att en "revision" av arbetarsionismen var nödvändig. Han förespråkade en  statsbildning och efter att den sionistiska exekutivkommittén avvisat hans förslag att "syftet med sionismen är etableringen av en judisk stat", avgick Jabotinsky från World Zionist Organization och grundade New Zionist Organization (NZO), Den revisionistiska sionismen baserades på en vision om "politisk sionism", som Jabotinsky ansåg vara arvet av Theodor Herzl. Under Jabotinsky ledning fokuserade sig de revisionistiska sionisterna på att få hjälp av Storbritannien med statsbildningen. Revisionismen utvecklades sedermera till den högerpolitiska sekulära sionismen, bland annat Likudpartiet.
Ledarskapet i den sionistiska rörelsen togs tidigt av arbetarsionismens politiska parti, Mapai, ledd av David Ben Gurion. Efter staten Israels utropade 1948 var det också Mapai och arbetarsionismen som fick den politiska makten. Det högernationalistiska Herut saknade helt inflytande och fram till 1965 fick Herut aldrig mer än 14 procent av rösterna i de allmänna valen.

### Militant extremism
Extremistiska revisionister motsatte sig Jabotinskys diplomatiska linje och skapade väpnade terrorgrupper, såsom Irgun, som ansåg att väpnad kamp var det enda sättet att "befria hemlandet" från britterna.  När Irgun ingick vapenvila med britterna 1940, skapades Lehi som fortsatte slåss mot brittiska mandatet fram till 1948. Irgun och Lehi utförde terrordåd mot det brittiska myndigheterna, mördade FN-diplomaten Folke Bernadotte och låg bakom Deir Yassin-massakern. Bland ledarna fanns framtida premiärministrarna Menachem Begin, som sedermera tillsammans med Anwar Sadat slöt fred mellan Israel och Egypten i Camp David, och Yitzhak Shamir, som öppnade för dialog med PLO genom konferensen i Madrid 1991. Irgun upplöstes efter att ha förlorat en väpnad konflikt med Israels nytillsatta regering 1948.

### Brittiska mandatet
I december 1917 intogs Jerusalem av en allierad styrka under ledning av general Allenby. En månad tidigare hade den brittiska regeringen utfärdat Balfourdeklarationen där den sade sig vilja göra stora ansträngningar för att skapa ett judiskt nationalhem i Palestina. När Palestinamandatet bildades 1920 ingick formellt sett Transjordanien men där hade britterna tillsatt Abdullah Ibn Hussein såsom emir och judisk invandring dit tilläts inte. I mandatområdet väster om Jordanfloden ökade spänningen mellan judar och araber under 1920- och 1930-talen.
Bland araberna fanns det en stor misstänksamhet både mot de judiska invandrarna och mot den brittiska deklarationen. Omfattande arabiska demonstrationer 1920, 1921 och 1929 urartade i våldsamheter där hundratals människor dödades och skadades. 1933 fanns det 800 000 araber och färre än 200 000 judar i Palestina. Utvecklingen i Europa gjorde dock att migrationen till Palestina tog fart och ytterligare 215 000 judar kom till Palestina mellan 1933 och 1939. Utvecklingen försämrade ytterligare relationerna mellan grupperna och i april 1936 utbröt ett stort uppror bland araberna riktade mot både judarna och britterna. Den brittiska polisstyrkan i Palestina var underbemannad och saknade resurser att ta itu med ett inbördeskrig. Den brittiska Peel-kommissionen föreslog 1937 delning och begränsad judisk invandring men både araber och judar sade nej till detta förslag. Britterna skickade militära förstärkningar 1939, slog ned revolten och begränsade invandringen till 25 000 personer om året. Oroligheterna och angreppen riktade mot britterna fortsatte under andra världskriget, trots att den brittiska styrkan uppgick till 100 000 man. I februari 1947 förklarade den brittiska regeringen att situationen var ohållbar och att dess styrkor skulle evakuera Palestina i maj 1948.

### Mellankrigstiden

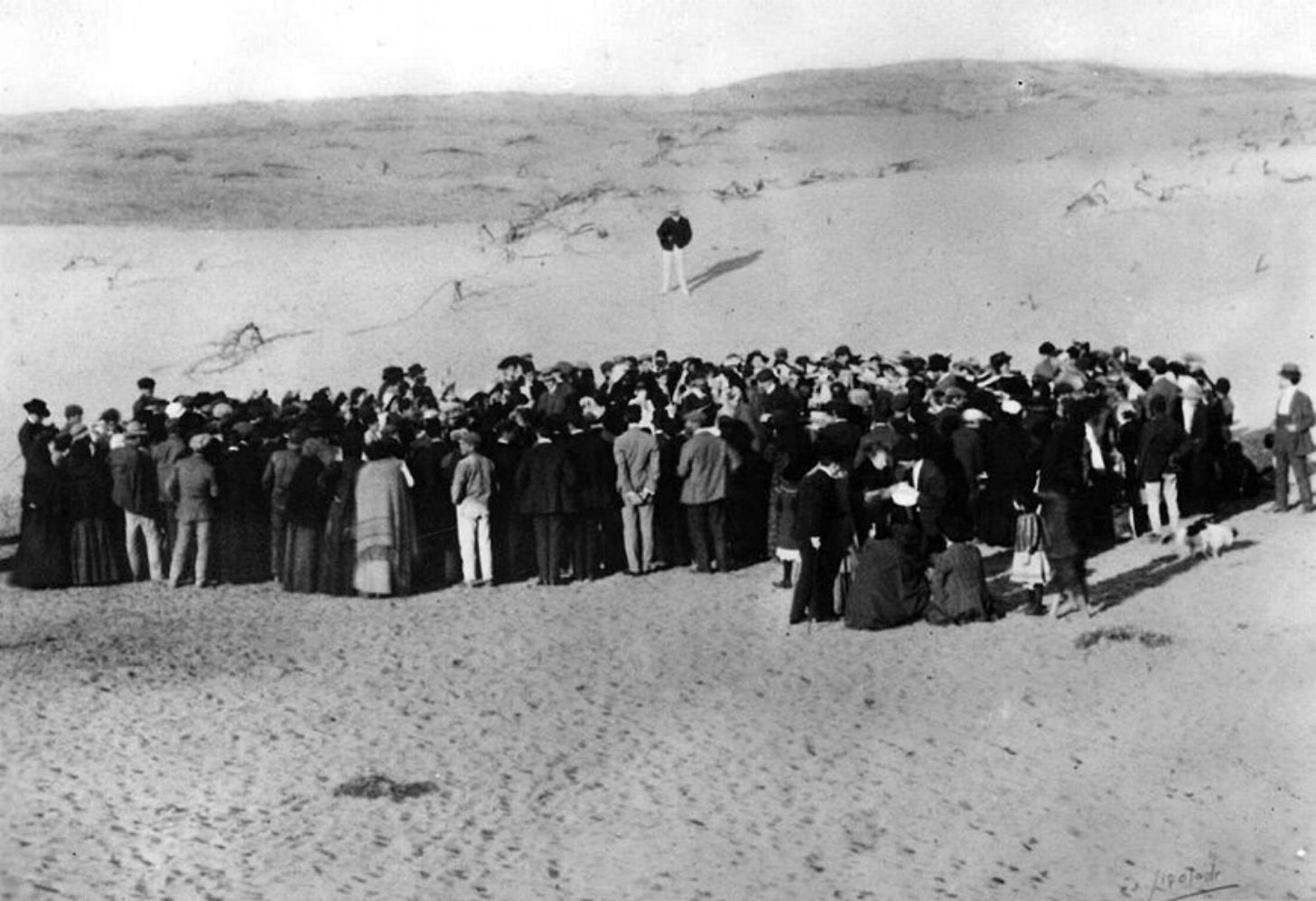
Tel Aviv grundades 1909 av sionistiska pionjärer som lämnade de judiska kvarteren i Jaffa och grundade den nya staden, fotot är från grundandet.

Under mellankrigstiden fortsatte arbetet med att skapa en judisk stat i Brittiska Palestinamandatet.  Under Herzls efterträdare Chaim Weizmanns lyckades man 1917 utverka den så kallade Balfourdeklarationen där Storbritannien ställde sig bakom sionismens intentioner. Under den brittiska mandatperioden i Palestina 1922–1948 utvecklades det judiska samfundet i Palestina i sionistisk anda och alltfler kibbutzer skapades (den första grundades 1910) och nya städer växte, som exempelvis Tel-Aviv. Den tidigare judiska befolkningen växte med växande skaror av emigranter (även om den brittiska mandatregimen speciellt under senare tiden och andra världskriget försökte begränsa den judiska immigrationen till Palestina). Samtidigt växte sionistiska organisationer i Europa som propagerade för emigration till det blivande Israel.
1947 föreslog FN en delning av Palestinamandatet i en judisk och en arabisk stat (av de områden av det ursprungliga mandatet öster om Jordanfloden hade redan en arabisk stat, Jordanien, bildats). Ledningen för den judiska befolkningen i Palestina accepterade delningsplanen medan ledningen för den arabiska befolkningen, samt omgivande arabländer, inte gjorde det. När staten Israel utropades 1948 invaderade 5 arabiska arméer från omgivande länder den nyfödda staten och tillsammans med inhemska arabiska styrkor sökte man utplåna den. Dock gick israelerna segrande ur kriget och de delar som var tilltänkta den arabiska staten kom att erövras dels av den nya staten Israel, dels av Jordanien (Västbanken) och Egypten (Gazaremsan).

### Staten Israel
I och med utropandet av staten Israel den 14 maj 1948 hade sionismens huvudutopi förverkligats. Organisationen WZO finns dock kvar och organiserar 1,5 miljoner medlemmar spridda över världen genom sin organisationsstruktur av landsfederationer. Organisationens mål är att främja det judiska folkets enhet och återsamlande i sitt historiska hemland Eretz Yisrael samt stödja staten Israel.

#### De orientaliska judarna
Sionismen hade mycket mindre lockelse för orientaliska än för europeiska judar. De orientaliska judarna hade historiskt sett inte lidit samma grad av förföljelse och diskriminering som drabbat de europeiska judarna. Under tiden före statens bildande kom endast ungefär 10 % av de judiska invandrarna till Israel från Afrika och Asien. Efter att Israel utropats som stat ökade antisemitismen i arabiska och muslimska stater, vilket ledde till en judisk exodus från dessa länder. 2019 utgjorde de orientaliska judarna majoriteten av Israels judiska befolkning.

## Sionismen och omvärlden
Sionismen har som andra rörelser diskuterats och kritiserats, inte bara från islamistiskt, nationalarabiskt, antisemitiskt och nynazistiskt håll där det har konstruerats konspirationsteorier kring sionismen (bland annat Sions vises protokoll). Sionismen har också kritiserats av flera judiska organisationer för att vara kontraproduktiv i förhållande till Israels intressen och av enskilda judar som förespråkar samexistens mellan judar och palestinier. Sionismen har också kommit i skottlinjen i samband med diskussioner om Israels agerande, bland annat stämplades den som rasistisk i en FN-resolution som 1975 drevs igenom av östblocket och länder i tredje världen med röstsiffrorna 73 för/23 emot. Resolutionen drogs tillbaka 1991 i och med resolution 46/86 med röstsiffrorna 111 för / 25 emot. FN:s råd för mänskliga rättigheter, där Saudiarabien och andra antisionistiska regimer har stor tyngd, har fördömt Israel i fler resolutioner än för alla andra länder sammanlagt och även FN:s generalförsamling har i ett flertal resolutioner kritiserat Israel för en aggressiv och expansiv politik i regionen  Det är dock viktigt att komma ihåg att sionismen existerar i olika former och att vissa av dessa har ett större inflytande på israelisk politik än andra. Störst inflytande har den nationalistiska revisionistiska sionismen haft, som bland annat förespråkar utökade israeliska bosättningar och israelisk militär närvaro i hela Palestina.